# عبد الحي زلوم
عبد الحي يحيى عبد الكريم زلوم (ولد عام 1936، توفي في 19 أبريل 2021 في عمّان)، باحث اقتصادي ومستشار نفطي فلسطيني أردني، لعب دورا في تأسيس عدة شركات نفطية وطنية عربية وأفريقية، وقدم خدمات استشارية لصناعات النفط في مختلف أنحاء العالم، وله عدة مؤلفات بالعربية والإنكليزية، توفي بعد إصابته بفيروس كورونا.

## حياته
اكمل تعليمه المدرسيي الثانوي في القدس ثم انتقل إلى الولايات المتحدة، حيث درس الهندسة وإدارة الأعمال في جامعات تكساس وكاليفورنيا وهارفارد.
عمل خمسين عاما في الصناعات النفطية في مختلف أنحاء العالم، وساهم في الأعمال التأسيسية للعديد من شركات البترول الوطنية العربية في الخليج والعراق وافريقيا، كما ساهم في كافة مراحل التصميم والإنشاء والتشغيل لأول مشروع في العالم للتحطيم الهيدروجيني للمنتوجات البترولية الثقيلة.
كذلك عمل مستشارا لمشاريع هندسية وانتاجية نفطية للدول السريعة النمو كالهند والصين. ترجمت كتبه إلى الإنجليزية والألمانية.
أسس عام 1972 في لندن مجموعة زلوم التي كانت أول شركة استشارية عربية لإدارة المشاريع النفطية، وفتح لاحقا فروعا لها في الأردن وبنما والهند. كما بدأت المجموعة عام 1977 بالتوسع في الصناعات الغذائية، ولها مصانع في كل من الأردن والسودان، ومزارع الدواجن.
نشر عدة كتب تناورت قضايا العولمة والإمبريالية والعلاقات الأمريكية العربية الإسلامية، وظهر في عدد كبير من المحاضرات والمقابلات المتلفزة في عدة محطات عربية.
توفي في عمّان بعد إصابته بفيروس كورونا، ودفن في مقبرة سحاب.

## مؤلفاته
- نذر العولمة.
- امبراطورية الشر الجديدة.
- حروب البترول الصليبية والقرن الأمريكي الجديد
- أزمة نظام الرأسمالية والعولمة في مأزق.
- أمريكا بعيون عربية.
- أمريكا إسرائيل الكبرى.

- مستقبل البترول العربي في كازينو العولمة.
- نذر العولمة بعد عشر سنين.
- أمريكا في اسلامستان.

كما صدر له بالإنجليزية:
- The Globalization Gospel
- America In Islamistan (Trade , oil and blood)
- AMERICA: A HUGE ISRAEL
- Painting Islam As The New Enemy
- THE GLOBALIZATION GOSPEL

## روابط خارجية
- ندوة على قناة الجزيرة عن الأزمة المالية العالمية
- مقابلة على قناة الجزيرة بعنوان «حروب البترودولار»: الجزء الأول، الجزء الثاني (على موقع يوتيوب)
- حلقة "بلا حدود" على قناة الجزيرة، بعنوان "النفط وغزو العراق|